# آفتاب‌پرست آفریقایی
آفتاب‌پرست آفریقایی (نام علمی: Chamaeleo africanus) نام یک گونه از تیره آفتاب‌پرست است.